# Фуад Шафік
Фуад Шафік (араб. فؤاد شفيق; фр. Fouad Chafik; нар. 16 жовтня 1986, П'єррлатт, Франція) — марокканський футболіст, захисник національної збірної Марокко та французького клубу «Діжон».

## Клубна кар'єра
У дорослому футболі дебютував 2010 року виступами за команду клубу «Валанс». Відіграв за команду з Валанса наступні два сезони своєї ігрової кар'єри. Більшість часу, проведеного у складі «Валанса», був основним гравцем захисту команди.
2012 року уклав контракт з клубом «Істр», у складі якого провів наступні два роки своєї кар'єри гравця. Граючи у складі «Істра», також здебільшого виходив на поле в основному складі команди.
З 2014 року два сезони захищав кольори команди клубу «Лаваль». Тренерським штабом нового клубу також розглядався як гравець «основи».
До складу клубу «Діжон» приєднався 2016 року.

## Виступи за збірну
2015 року дебютував в офіційних матчах у складі національної збірної Марокко. Наразі провів у формі головної команди країни 9 матчів.
У складі збірної був учасником Кубка африканських націй 2017 року у Габоні.